# National Women’s League 2013
National Women’s League 2013 – siódma edycja najwyższej klasy rozgrywkowej w żeńskim rugby union w Kanadzie. Zawody odbywały się w dniach 27–30 czerwca 2013 roku.

## Informacje ogólne
Podobnie jak dwa lata wcześniej zawody odbyły się systemem kołowym w trzech dywizjach. O mistrzostwo kraju walczyły cztery najlepsze kanadyjskie zespoły, zorganizowano również turniej w drugiej grupie, w którym uczestniczyły trzy słabsze seniorskie zespoły regionalne oraz druga drużyna Quebec. Po raz drugi odbyły się także zawody w kategorii U-20 z udziałem trzech zespołów. Wszystkie spotkania rozegrano na boiskach kampusu University of British Columbia w Vancouver.
Zawody rozegrano w trzech rundach w ciągu czterech dni. W trzecim dniu seniorskie zespoły pauzowały, zaś juniorki rozegrały towarzyski miniturniej. Pierwszy triumf w mistrzostwach odniósł Quebec, rozgrywki grupy drugiej z kompletem zwycięstw zakończyła drużyna Atlantic, wśród młodszych zawodniczek niepokonane zaś okazały się reprezentantki z Ontario.

## Premier League
Źródła
| 27 czerwca 201313:30 | British Columbia | 17:18 | Alberta | UBC Wolfson Fields 1, Vancouver |
| 27 czerwca 201313:30 |                  | 17:18 |         | UBC Wolfson Fields 1, Vancouver |

| 27 czerwca 201315:00 | Ontario | 36:33 | Quebec | UBC Wolfson Fields 1, Vancouver |
| 27 czerwca 201315:00 |         | 36:33 |        | UBC Wolfson Fields 1, Vancouver |

| 28 czerwca 201313:30 | Quebec | 43:25 | British Columbia | UBC Wolfson Fields 1, Vancouver |
| 28 czerwca 201313:30 |        | 43:25 |                  | UBC Wolfson Fields 1, Vancouver |

| 28 czerwca 201315:00 | Alberta | 17:42 | Ontario | UBC Wolfson Fields 1, Vancouver |
| 28 czerwca 201315:00 |         | 17:42 |         | UBC Wolfson Fields 1, Vancouver |

| 30 czerwca 201311:00 | Alberta | 13:26 | Quebec | UBC Wolfson Fields 1, Vancouver |
| 30 czerwca 201311:00 |         | 13:26 |        | UBC Wolfson Fields 1, Vancouver |

| 30 czerwca 201312:30 | British Columbia | 34:20 | Ontario | UBC Wolfson Fields 1, Vancouver |
| 30 czerwca 201312:30 |                  | 34:20 |         | UBC Wolfson Fields 1, Vancouver |

## Senior League
Źródła
| 27 czerwca 201310:00 | Manitoba | 12:32 | Saskatchewan | UBC Wolfson Fields 2, Vancouver |
| 27 czerwca 201310:00 |          | 12:32 |              | UBC Wolfson Fields 2, Vancouver |

| 27 czerwca 201311:30 | Quebec 2 | 3:56 | Atlantic | UBC Wolfson Fields 1, Vancouver |
| 27 czerwca 201311:30 |          | 3:56 |          | UBC Wolfson Fields 1, Vancouver |

| 28 czerwca 201310:00 | Atlantic | 42:10 | Manitoba | UBC Wolfson Fields 1, Vancouver |
| 28 czerwca 201310:00 |          | 42:10 |          | UBC Wolfson Fields 1, Vancouver |

| 28 czerwca 201311:30 | Saskatchewan | 40:5 | Quebec 2 | UBC Wolfson Fields 1, Vancouver |
| 28 czerwca 201311:30 |              | 40:5 |          | UBC Wolfson Fields 1, Vancouver |

| 30 czerwca 201309:30 | Manitoba | 22:24 | Quebec 2 | UBC Wolfson Fields 1, Vancouver |
| 30 czerwca 201309:30 |          | 22:24 |          | UBC Wolfson Fields 1, Vancouver |

| 30 czerwca 201311:00 | Saskatchewan | 7:73 | Atlantic | UBC Wolfson Fields 2, Vancouver |
| 30 czerwca 201311:00 |              | 7:73 |          | UBC Wolfson Fields 2, Vancouver |

## U20
Źródła
| 27 czerwca 201310:00 | British Columbia U20 | 18:66 | Ontario U20 | UBC Wolfson Fields 1, Vancouver |
| 27 czerwca 201310:00 |                      | 18:66 |             | UBC Wolfson Fields 1, Vancouver |

| 28 czerwca 201311:30 | Ontario U20 | 20:17 | Alberta U20 | UBC Wolfson Fields 2, Vancouver |
| 28 czerwca 201311:30 |             | 20:17 |             | UBC Wolfson Fields 2, Vancouver |

| 30 czerwca 201309:30 | Alberta U20 | 50:10 | British Columbia U20 | UBC Wolfson Fields 2, Vancouver |
| 30 czerwca 201309:30 |             | 50:10 |                      | UBC Wolfson Fields 2, Vancouver |